# San Cristóbal (miasto w Dominikanie)
San Cristóbal – miasto w południowo-zachodniej Dominikanie, na nizinie nadmorskiej, w dolinie rzeki Nigua, ośrodek administracyjny prowincji San Cristóbal. Wchodzi w skład aglomeracji miejskiej Santo Domingo. Współrzędne geograficzne: 18°25′N 70°07′W/18,416667 -70,116667. Ludność: 209,7 tys. mieszkańców (2013).
W mieście rozwinął się przemysł spożywczy.